# يان تايلور (سياسي)
يان تايلور (بالإنجليزية: Ian Taylor)‏ هو سياسي أسترالي، ولد في 15 مارس 1949. حزبياً، نشط في حزب العمال الأسترالي. وقد انتخب عضو الجمعية التشريعية لأستراليا الغربية.